# Onthophagus militaris
Onthophagus militaris är en skalbaggsart som beskrevs av Antoine Boucomont 1914. Onthophagus militaris ingår i släktet Onthophagus och familjen bladhorningar. Inga underarter finns listade i Catalogue of Life.